# Oton I. Koroški

Oton Wormski ali Oton I. Koroški, koroški vojvoda, grof v Wormsu in drugih grofijah v Porenju, mejni grof v Veroni, * okrog 950, † 4. november 1004.
Oton izhaja iz rodbine Salijcev, ki so imeli posesti v Porenju, v okolici Wormsa. Kot vnuk nemškega kralja in cesarja Otona I. Velikega, je imel dobre možnosti za širitev svojega vpliva. Ves čas je prijateljsko sodeloval z vladarsko družino (s kralji/cesarji Otonom II., Otonom III. in Henrikom II.) Poleg številnih kraljevih posesti, ki jih je dobil v last, je bil nagrajen z vojvodino Koroško in mejno grofijo Verono. Njegov vnuk je kot Konrad II. nasledil nemškega kralja in cesarja Henrika II. Svetega.

## Življenjepis
Oton je bil edini sin lotarinškega vojvode Konrada Rdečega in Liutgarde Saške, hčerke Otona I. Velikega. Mati mu je umrla tri leta po rojstvu in večino mladostije preživel na dedovem dvoru. Leta 973 je cesarski prestol zasedel njegov stric po materi, Oton II.
Še mladoleten je v dokumentih naveden kot grof Nahegaua. Kasneje je pod svojo oblastjo združil številne grofije (med drugimi Speyer, Worms, Niddo, Alzacijo) in dobil vpliv na obširnem območju ob srednjem in gornjem Porenju s središčem v Wormsu. Po neuspelem uporu treh Henrikov proti cesarju Otonu II. (976-978) ga je cesar imenoval za vojvodo Koroške in mejnega grofa Verone, moral pa se je odpovedati svojim carinskim in sodnim pravicam v Wormsu, ki jih je Oton II. prepustil svojemu cesarskemu kanclerju, wormskemu škofu Hildebaldu. 
Po nenadni smrti Otona II. (983) je vdova Teofana, da bi dobila podporo za nasledstvo svojega mladoletnega sina Otona III., vrnila vojvodino Koroško in mejno grofijo Verono Liutpoldincu Henriku I. Koroškemu. Oton Wormski se jima je moral odpovedati, lahko pa je obdržal naziv vojvode in dobil za kompenzacijo v last kraljeve posesti Kaiserslautern in oskrbništvo v kraljevi opatiji Weißenburg (Alzacija). Po smrti Henrika I. Koroškega (989) je vojvodina Koroška prešla v roke bavarskega vojvode Henrika Prepirljivca, medtem ko za mejno grofijo Verono ni jasno, ali je že tedaj prešla v roke Otona Wormskega ali šele leta 995, po smrti Henrika Prepirljivca.
Leta 1002, po zgodnji smrti mladega kralja in cesarja Otona III., bi se lahko Oton Wormski, kot njegov najbližji sorodnik, potegoval za kraljevi prestol, a se je umaknil. Sin Henrika Prepirljivca, Henrik, ki si je uveljavil med tekmeci kot novi nemški kralj Henrki II., je Otonu v zahvalo ponovno podelil vojvodino Koroško. Vendar je moral  Oton prepustiti staro salijsko središče Worms wormskemu škofu Burchardu. V povračilo je dobil kraljeve posesti Bruchsal in Lußhardt.
Oton Wormski je ves čas gojil dobre odnose z vladarsko družino, kar dokazuje njegova udeležba na kraljevih pohodih v Italijo v letih 996, 998, 1001/2 in 1004. Novembra 1002 je vodil kraljevo vojsko proti Arduinu iz Ivreje, Henrikovemu tekmecu za italijansko krono, vendar je bil poražen severno od Verone.
Oton je podpiral tudi cerkev.  Leta 977 (ali 987) je ustanovil samostan sv. Lambrechta v Speyergauu. V istem času je dal obnoviti božjepotne postaje sv. Filipa v Zellu pri Wormsu, ki so bile opustošene v času ogrskih vdorov. Okrog leta 1000 je ustanovil samostan v Sinsheimu.
Oton je umrl novembra 1004. Kot koroški vojvoda ga je nasledil sin Konrad I. Koroški.

## Družina
Oton se je poročil z Judito († 991), morda vnukinjo Arnulfa Bavarskega. Imela sta otroke:
- Henrik († med 989 in 1000), grof v Wormsu ∞ Adelajda iz Metza; njun sin je postal nemški kralj in cesar Konrad II.
- Bruno (* 972, † 999), papež Gregor V.
- Konrad († 1011), vojvoda Koroške
- Viljem († 1046/1047), škof v  Strasbourgu.